# 舞浜リゾートラインディズニーリゾートライン
ディズニーリゾートライン（Disney Resort Line）は、舞浜リゾートラインが運営するモノレール路線である。千葉県浦安市の東京ディズニーリゾート（TDR）内を運行している。

## 概要
東日本旅客鉄道（JR東日本）京葉線舞浜駅とTDR内の各施設を連絡して入園客を輸送することを目的とする。路線は単線で環状となっており、反時計回りに進む列車のみ運行されている。1周の所要時間は約13分で、駅間の所要時間はベイサイド・ステーション駅 - 東京ディズニーシー・ステーション駅間が約4分、それ以外の区間は約2 - 3分である。
全駅のすべての出入口が舞浜リゾートラインの親会社でTDRの経営・運営を統括するオリエンタルランド（OLC）の所有地内にあり、公道とは直接接続されていない。
他のTDR構成施設と同様に従業員のことを「キャスト」と呼称しており、駅員を「ステーションキャスト」、車掌を「コンダクター」、運転士を「ドライバー」と呼称している。本項では以下この呼称を使用する。
アトラクションと捉えられる場合も多いが、TDRの園内鉄道である「ウエスタンリバー鉄道」や「ディズニーシー・エレクトリックレールウェイ」と異なり、公道上空を通過する箇所があり、鉄道事業法に基づいた公共交通機関である。このため、東京ディズニーランドと東京ディズニーシーが休園していても運行される。駅と路線は全てパーク外の入園料を払わなくても出入りできるエリアにあり、時刻表の路線図に掲載されている。

### 路線データ
- 路線距離（営業キロ）：5.0 km
- 方式：跨座式モノレール（日本跨座式）
- 駅数：4駅（起終点駅含む）
- 複線区間：なし（全線単線）
- 電化区間：全線（直流1500 V）
- 閉塞方式：自動閉塞式
- 保安装置：自動列車制御装置（ATC）併用自動列車運転装置（ATO）
- 営業最高速度：50 km/h[3]
- 駅間最高速度（所要時間）
  - リゾートゲートウェイ・ステーション駅 - 東京ディズニーランド・ステーション駅間：29 km/h（約2分）
  - 東京ディズニーランド・ステーション駅 - ベイサイド・ステーション駅間：50 km/h（約3分）
  - ベイサイド・ステーション駅 - 東京ディズニーシー・ステーション駅間：40 – 50 km/hの間で区間により変動（約4分）
  - 東京ディズニーシー・ステーション駅 - リゾートゲートウェイ・ステーション駅間：40 km/h（約3分）
実際の運転は、路面の速度制限の数字に従って運転する（大阪モノレールなどと同じ運転方法）。
- 車両基地所在地：東京ディズニーシー・ステーション駅 - リゾートゲートウェイ・ステーション駅間

## 沿革
- 1997年（平成9年）
  - 6月3日 - 第一種鉄道事業免許申請事案として、運輸審議会件名表に登載された件につき官報告示[告示 1]。
  - 6月24日 - 第一種鉄道事業を免許することが妥当と、運輸審議会が運輸大臣へ答申[告示 2][4]。
  - 6月27日 - 第一種鉄道事業免許。
  - 11月26日 - 加賀見俊夫社長がモノレール建設を記者発表[5]。
- 1998年（平成10年）
  - 10月6日 - 建設工事を開始。
  - 10月8日 - 「ディズニーリゾートライン」名称発表[6]。
- 2000年（平成12年）10月24日 - 試運転を開始。
- 2001年（平成13年）7月27日 - 開業[2]。前日には出発式が開催され、ミッキー・ミニーに加え、国土交通大臣扇千景（当時）や千葉県知事堂本暁子（当時）などが参加した[2]。
- 2004年（平成16年）10月22日 - TDSで開業以来初となる大規模な停電が15時40分ごろ発生して復旧の目処が立たずに18時で臨時閉園し、「ディズニーリゾートライン」が無料で乗車できる措置が取られた[注釈 3]。
- 2006年（平成18年）12月13日 - リゾートゲートウェイ・ステーション駅の改札を1億人目の利用者が通過[注釈 4]。
- 2007年（平成19年）
  - 2月9日 - 国土交通省関東運輸局に運賃改定の認可申請が行われた。申請内容は、普通旅客運賃（大人）を200円から250円に50円値上げするというもの。沿線の集客施設であった「東京ベイNKホール」の閉鎖や、オフィシャルホテルが従業員の通勤用に特定輸送バスの運行を開始したこと、東京ディズニーシーへの来園客の大幅減少やアクセスの多様化に伴い輸送人員の減少が著しく進んでいること、昨今の海外情勢から警戒警備などの安全対策を強化しなければならないことなどから、現行運賃の25%値上げを国土交通大臣に申請した[広報 1]。
  - 4月1日 - 2月9日の申請内容の通り、開業以来初の運賃改定を実施（2007年3月9日認可）[広報 2]。
- 2008年（平成20年）
  - 1月10日 - パスネットカードの販売を終了。
  - 4月10日 - 東京ディズニーリゾート25周年にあわせ、キャストの着用しているコスチュームをリゾートライナーの車体基本カラーでもあるアイボリー色を基調とした、新しいコスチュームに変更。なお、女性のコスチュームは東京ディズニーリゾートのコスチュームでは初めて七分袖を採用した[広報 3]。
- 2009年（平成21年）3月14日 - ICカード「PASMO」を導入。
- 2011年（平成23年）
  - 3月11日 - 東北地方太平洋沖地震（東日本大震災）およびこれに伴う電力供給逼迫の影響で運行を休止。
  - 4月2日 - 運行再開[広報 4]。ただし当面5割減便。
- 2013年（平成25年）12月13日 - 2014年（平成26年）4月1日からの消費税率引き上げに伴う運賃上限変更認可を国土交通省に申請。改訂内容としては、通常の運賃が10円および定期旅客運賃が200円前後の値上げ。ただし、フリーきっぷは値上げはせず現在と同額での発売を継続するとしている[広報 5]。
- 2014年（平成26年）4月1日 - 消費税率引き上げに伴い、開業以来2回目の運賃改定を実施（2014年3月4日認可）[広報 6]。
- 2019年（令和元年）
  - 9月27日 - 新型車両「リゾートライナー（Type C）」を2020年春に導入と発表[9][広報 7]。
  - 10月1日 - 消費税率引き上げに伴い、開業以来3回目の運賃改定を実施（2019年9月5日認可）[広報 8]。普通運賃は据置き、定期運賃・フリーきっぷは値上げ[広報 8]。
- 2020年（令和2年）
  - 2月6日 - リゾートライナー（Type C）イエローの運行開始日を5月21日に決定と発表[10]。
  - 4月13日 - リゾートライナー（Type C）イエローの運行開始日を延期することを発表[広報 9]。
  - 7月3日 - リゾートライナー（Type C）イエローの運行開始[11][広報 9]。
- 2021年（令和3年）
  - 1月23日 - リゾートライナー（Type C）ピンクの運行開始[12]。
  - 7月27日 - 開業20周年[広報 10]。これにあわせ、リゾートライナーのカラフルなグラフィックを纏った新しいコスチュームへ変更[13]。
- 2022年（令和4年）
  - 1月18日 - リゾートライナー（Type C）ブルーの運行開始[14]。
  - 11月18日 - リゾートライナー（Type C）パープルの運行開始[広報 11]。
- 2024年（令和6年）
  - 1月1日 - リゾートライナー（Type C）グリーンの運行開始[広報 12]。
  - 3月16日 - 開業以来4回目の運賃改定を実施。同時に普通回数乗車券と割引回数乗車券の発売も終了。消費税率の引き上げを除く運賃改定は17年ぶりとなる[15][16][17][18]。
  - 9月1日 - リゾートライナー（Type X）がこの日限りで運行終了[19]。
- 2025年（令和7年）
  - 7月28日（予定） - 二次元コードを使用した乗車券を順次導入。磁気乗車券は2026年7月に廃止[20]。

## 運行形態
通常時は全列車において自動運転が行われ、環状の単線を反時計回りで運行する。そのため通常運転時にドライバーは乗務しないが、ドア扱い・安全監視・案内などを担当するコンダクターが乗務し、完全な無人運転とはしていない（IEC・JISが定める自動化レベル「GoA3」〈添乗員付き自動運転、DTO〉に該当）。
全ての駅にホームゲートが設置されているほか、車両のドアとホームゲートには戸先センサーが取り付けられており、閉まりかけたゲートに物などが触れると一旦開き、再び閉扉動作をする（3回この動作を繰り返すと、そのゲートは開放状態になる）仕組みになっており、列車は出発できないよう安全なシステムを取り入れている。また、各駅のホームには一部時間帯を除いて必ずステーションキャストが配置されており、列車到着時のホームにおける安全監視を行っている。列車到着時に柵やホームゲートに寄りかかっているとステーションキャストから離れるよう注意を受けたりするなど、運転士がいないことに加え、車掌の側面からの目視では安全性を確認するのが難しい路線構造をもつ特殊な運行形態から厳重な安全対策をとっている。
自動運転であるものの、運転台は両側の先頭車に設置されており、時計回り側（営業運転時の最後尾）は車掌室内に、反時計回り側（営業運転時の先頭車両）は、通常はクロスシートとして乗客に開放している。この座席の前には、マスコンハンドルや計器類がカバーの中に収められている。マスコンは左手ワンハンドルタイプで加速5段、減速7段。信号は0,5,18,29,40,45,50の7段階である（いずれも速度の単位はkm/h）。
両先頭車の運転台とも、ATOの故障・地震などの突発事態発生時や車庫内での車両転線時にドライバーにより手動運転するため設置されている（車庫の入庫も通常は運転台は使わず、自動運転で行う）。また、通常の営業運転時にも訓練として反時計回り側の運転台を使用して手動運転が行われる場合がある。その際はドライバーの安全を確保するため最先頭クロスシート部は乗客が入れないようにロープが張られる（ただし、これは訓練運転時の対応であり、突発事態発生による手動運転時に同様の対応になるとは限らない）。運転間隔に余裕が取れる時などにはキャスト訓練用の試運転列車を走らせることもある。
各駅のコンコースに掲示してある時刻表は、6時台と23時台の時刻以外は掲示がなく、発車案内も列車の運転間隔のみを表示する。法令の規定により運転間隔を定めたダイヤグラムは存在するが、混雑状況に応じて随時運行パターンを変更するための措置である。最大で4編成が同時に運行され、3分15秒間隔の時は4編成、4分20秒間隔の時は3編成、6分30秒間隔の時は2編成、13分間隔の時は1編成が環状線上で運転している。なお、駅に掲示されている時刻表は閑散期（1 - 2月）のもので、それ以外の期間は始発・終電の時刻は掲示よりもそれぞれ30分程度繰り上げ、繰り下げされる。また、大晦日は東京ディズニーランド・東京ディズニーシーの双方でカウントダウンイベント・オールナイト営業を行うため、終夜運転を実施する。
環状運転が基本だが、一部に東京ディズニーシー・ステーション駅止まりの列車があり、これらの列車は到着後車庫に入庫する。東京ディズニーシー・ステーション駅止まり列車の入庫回送時には、コンダクターのいない完全な無人運転となる。また、最終列車の終点はリゾートゲートウェイ・ステーション駅となる。逆に車庫から出庫する列車はすべて同駅始発となる。
前述の東京ディズニーシー・ステーション駅およびリゾートゲートウェイ・ステーション駅は、混雑防止のため、乗車用ホームと降車用ホームが分離されている。乗車用ホームはどちらも進行方向の右側に設置されており、ドアは乗車用・降車用が交互に開く仕組みになっている。
なお、本路線において列車のことを「ライナー」と呼ぶ。また、運行車両については「リゾートライナー」（a resort liner）と呼んでいる。

## 運賃・乗車券
運賃は、開業時から2007年3月31日まではおとな（中学生以上）200円・こども（小学生）100円、2007年4月1日から2014年3月31日まではおとな250円・こども130円、2014年4月1日から2024年3月15日まではおとな260円・こども130円、2024年3月16日以降はおとな300円・こども150円の均一運賃である。乗車券の印字は金額式で「…円区間」となっている。これは下記の他の乗車券類も同様である。幼児（小学生未満）はおとな・こどもに同伴の場合、1名につき2名まで無料、乳児（1才未満）も無料である。2024年3月16日に運賃改定が行われ、同日以降はおとな300円・こども150円となった。
2009年3月14日からは、ICカード「PASMO」（相互利用しているSuicaも含む）が利用できるようになった。また2013年3月23日から開始された交通系ICカードの全国相互利用にも対応している。
各駅の自動券売機と自動改札機はともに東芝製で、他の鉄道事業者で使用されているものと同一タイプである。
普通乗車券では1周を超えての重複乗車はできず、入場から1時間が経過すると出場の際自動改札機の扉が閉まる仕組みになっている（券面には「重複乗車不可」と記載されている）。開業当初は「普通乗車券での重複乗車はご遠慮ください」という車内アナウンスも行われていた。また、券面には表示されていないが他の鉄道事業者と同様に途中下車をした場合は前途無効となる。
2025年3月9日に、同年7月28日より二次元コードを使用した乗車券を順次導入することが発表された。また、磁気乗車券は2026年7月（予定）をもって、すべて二次元コードを使用した乗車券に切り替えることが発表され、磁気乗車券の廃止が決定した。
パスネット
舞浜リゾートラインは開業当初からパスネットに参加しており、「ディズニーリゾートライン・カード」という名称で販売していた。自動券売機で販売されていたカードについては以前は販売駅ごとにデザインが異なっていたが、後期には単一絵柄に統一されていた。
2007年3月18日、パスネットとバス共通カード導入事業者は東日本旅客鉄道（JR東日本）などの「Suica」と相互利用ができるICカード「PASMO」を導入したが、舞浜リゾートラインはPASMO協議会には当初より参加していたもののPASMO導入に慎重な姿勢をとっていたことから、千葉都市モノレールや関東鉄道とともに導入が遅れたため（2009年3月14日より利用開始）、カード自体は2008年1月10日をもって販売を終了したものの、同年3月14日のPASMO事業者の自動改札機の利用停止以降もPASMO導入前日の2009年3月13日までの間はディズニーリゾートラインに限り、自動改札機にてパスネットを利用することが可能であった。
定期券
通勤定期券は1か月9,000円・3か月25,650円・6か月48,600円、通学定期券は1か月5,400円・3か月15,390円・6か月29,160円となっている（2024年3月16日改定）。通勤および通学定期券の需要は非常に少ないながらベイサイド・ステーション駅周辺の東京ディズニーリゾート・オフィシャルホテルで勤務する旅客や実務実習を受けるホテル専門学校の生徒などに利用されている。定期券類は、リゾートゲートウェイ・ステーション駅の乗車券センターで販売している。なお、前述の通り、2009年3月14日よりPASMOを導入したが、PASMO定期券の取り扱いを行う予定はない。
回数券
均一制で、11枚綴り2,600円（こども半額、有効期間3か月）で発売していたが、2024年3月15日をもって普通回数乗車券・割引回数乗車券ともに発売を終了した。
障害者割引乗車券
障害者割引乗車券は、通常運賃から5割引となっている。販売はリゾートゲートウェイ・ステーション駅の乗車券センターで障害者手帳（精神障害者保健福祉手帳含む）または療育手帳、手帳情報が内蔵されたスマートフォンアプリ（ミライロIDなど）を提示するか、または各駅の自動券売機でインターホンによる購入意思表示の後に購入、その後改札に障害者手帳または療育手帳、アプリなどを提示する形態となっている。
交通系ICカードを使用した場合は降車駅で自動改札機にはタッチせずに駅員（キャスト）にICカード及び障害者手帳または療育手帳、アプリなどを提示する。
団体乗車券
団体乗車券には、普通団体と学校団体が設定されており、対象人数は普通団体は25名以上、学校団体は児童・生徒25名以上、教職員1名以上である。普通団体は1割引、学校団体は2割引になる。団体乗車券の申し込みは、乗車日の3か月前より受け付けている。

### フリーきっぷ
フリーきっぷは磁気カード式で、1日用（おとな700円・こども350円）、2日用（おとな900円・こども450円）、3日用（おとな1,200円・こども600円）、4日用（おとな1,500円・こども750円）と4種類がある（2024年3月16日改定）。それぞれ指定日数の間に何回でも利用できる。デザインは下記の通り。
開業 - 時期不明
販売される駅ごとに異なるデザイン。その駅を表すような建物など（シンデレラ城、プロメテウス火山など）のシルエットが描かれていた。
時期不明 - 2008年4月14日、2013年3月15日-2013年4月10日
販売される駅ごとに異なるデザイン。先のものにディズニーキャラクターのイラストが加わっている。また、2013年3月15日（バレンタインとホワイトデー販売終了後）から2013年4月10日（ミッキーマウスとプルート販売開始前）までの間はこの切符が販売されていた。
- リゾートゲートウェイ・ステーション駅 = ミニーマウス
- 東京ディズニーランド・ステーション駅 = ミッキーマウス
- ベイサイド・ステーション駅 = ドナルドダック
- 東京ディズニーシー・ステーション駅 = プルート

2008年4月15日 - 2009年4月14日
各駅で同じ東京ディズニーリゾート25周年を記念するデザインのものを販売するようになった。
発売時期によって、描かれるキャラクターが異なる。
1. ミッキーマウス
2. ミニーマウス
3. ドナルドダック
4. グーフィー
5. プルート

2009年4月15日 - 2010年3月31日
各駅で同じデザインを発売する。デザインはその期間中の新規オープンしたアトラクションや、期間中に開催されるイベントにちなんだもの。
1. モンスターズ・インク“ライド&ゴーシーク!” 2009年4月15日 - 7月7日
2. ウォータープログラム 7月8日 - 8月31日
3. ディズニー・ハロウィーン 9月1日 - 11月3日
4. クリスマス・ファンタジー / ハーバーサイド・クリスマス 11月4日 - 2010年12月25日
5. ディズニー・パワー・オブ・ミュージック! 2010年1月6日 - 3月31日

上記の発売期間の間は、2008年4月15日から2009年4月14日のものと同じデザインを販売していた。
2010年4月1日 - 2011年3月31日
2009年度と同様に各駅で同じデザインを発売する。
1. 東京ディズニーシー・スプリングカーニバル2010 2010年4月1日 - 6月30日
2. ミッドサマーナイト・パニック 7月1日 - 8月31日
3. ディズニー・ハロウィーン 9月1日 - 10月31日
4. クリスマス・ファンタジー 11月1日 - 12月25日
5. ミッキーのフィルハーマジック 12月26日 - 2011年3月31日

2011年4月1日 - 2012年3月31日
各駅で同じデザインを発売する。
1. 東京ディズニーシー10thアニバーサリー 2011年7月27日 - 9月3日
2. Be Magical! 9月4日 - 10月31日
3. クリスマス・ウィッシュ 11月1日 - 12月25日
4. お正月のプログラム 12月26日 - 2012年1月5日
5. ファンタズミック! 2012年1月6日 - 3月31日

2012年4月2日 - 2013年3月14日
各駅で同じデザインを発売する。
1. ミッキーとダッフィーのスプリングヴォヤッジ 2012年4月2日 - 6月30日
2. 七夕のプログラム 7月1日 - 7月7日
3. トイ・ストーリー・マニア! 7月8日 - 8月31日
4. ディズニー・ハロウィーン 9月1日 - 10月31日
5. クリスマス・ファンタジー 11月1日 - 12月25日
6. お正月のプログラム 12月26日 - 2013年1月5日
7. バレンタインとホワイトデー 2013年1月6日 - 3月14日

2013年4月11日 - 2014年3月20日
各駅で同じデザインを発売する。該当するそれぞれの期間のうち、3つの期間の使用済みフリーきっぷを集めると、「東京ディズニーリゾート30周年“ザ・ハピネス・イヤー”」柄のオリジナルピンをプレゼントするキャンペーンを行なった。
1. ミッキーマウスとプルート 2013年4月11日 - 7月7日
2. チップとデールとクラリス 7月8日 - 9月2日
3. ドナルドダックとグーフィー 9月3日 - 10月31日
4. ミニーマウスとデイジーダック 11月1日 - 12月25日
5. ミッキーマウスと仲間たち 12月26日 - 2014年3月20日

2014年5月26日 - 2015年3月31日
各駅で同じデザインを発売する。期間中、使用開始日の異なる使用済みフリーきっぷ3枚を集めると、夜のシンデレラ城とリゾートライン柄のオリジナルピンをプレゼントするキャンペーンを行なった。
1. ワンス・アポン・ア・タイム（美女と野獣）2014年5月26日 - 2015年3月31日
2. ワンス・アポン・ア・タイム（不思議の国のアリス）2014年5月26日 - 2015年3月31日
3. ワンス・アポン・ア・タイム（塔の上のラプンツェル）2014年5月26日 - 2015年3月31日
4. ワンス・アポン・ア・タイム（シンデレラ）2014年5月26日 - 2015年3月31日
5. ワンス・アポン・ア・タイム（ピーターパン）2014年5月26日 - 2015年3月31日
6. アナとエルサのフローズンファンタジー 2015年1月13日 - 3月20日
7. ディズニーリゾートライン 謎解きプログラム 2015年1月13日 - 3月20日

2015年4月1日 - 2016年3月31日
各駅で同じデザインを発売する。期間中、使用開始日の異なる使用済みフリーきっぷ3枚を集めると、つり革柄のオリジナルピンをプレゼントするキャンペーンを行なった。
1. 東京ディズニーランド「ディズニー・イースター 2015」2015年4月1日 - 2015年6月23日
2. 東京ディズニーシー「ディズニー・イースター 2015」2015年4月1日 - 2015年6月23日
3. 東京ディズニーランド「ディズニー夏祭り 2015」2015年7月9日 - 2015年8月31日
4. 東京ディズニーシー「ディズニー・サマーフェスティバル 2015」2015年7月9日 - 2015年8月31日
5. 東京ディズニーランド「ディズニー・ハロウィーン 2015」2015年9月7日 - 2015年10月31日
6. 東京ディズニーシー「ディズニー・ハロウィーン 2015」2015年9月7日 - 2015年10月31日
7. 東京ディズニーランド「クリスマス・ファンタジー 2015」2015年11月9日 - 2015年12月25日
8. 東京ディズニーシー「クリスマス・ウィッシュ 2015」2015年11月9日 - 2015年12月25日
9. 東京ディズニーランド「アナとエルサのフローズンファンタジー  2016」2016年1月11日 - 3月18日
10. ディズニーリゾートライン 謎解きプログラム 2016年1月12日 - 3月18日
11. 東京ディズニーシー「スウィート・ダッフィー」2016年1月13日 - 3月18日
12. スターウォーズ／フォースの覚醒（R2-D2&C-3PO）2016年2月1日 - 3月18日
13. スターウォーズ／フォースの覚醒（BB-8）2016年2月1日 - 3月18日
14. スターウォーズ／フォースの覚醒（カイロ・レン）2016年2月1日 - 3月18日
15. スターウォーズ／フォースの覚醒（レイ）2016年2月1日 - 3月18日
16. スターウォーズ／フォースの覚醒（フィン）2016年2月1日 - 3月18日
17. 東京ディズニーランド「ディズニー・イースター 2016」2016年3月24日 - 2015年6月23日

2016年4月1日 - 2017年3月31日
各駅で同じデザインを発売する。期間中、使用開始日の異なる使用済みフリーきっぷ3枚を集めると、ディズニーリゾートライン15周年デザインのオリジナルピンをプレゼントするキャンペーンを行なった。
1. 東京ディズニーランド「ディズニー・イースター 2016」2016年3月24日 - 2015年6月23日
2. 東京ディズニーシー15周年アニバーサリー「ザ・イヤー・オブ・ウィッシュ」（ミッキー＆ミニー）2016年4月11日 - 2017年3月17日
3. 東京ディズニーシー15周年アニバーサリー「ザ・イヤー・オブ・ウィッシュ」（グーフィー＆ドナルド）2016年4月11日 - 2017年3月17日
4. 東京ディズニーシー15周年アニバーサリー「ザ・イヤー・オブ・ウィッシュ」（デイジー、プルート、チップ＆デール）2016年4月11日 - 2017年3月17日
5. 東京ディズニーランド「ディズニー夏祭り 2016」2016年7月8日 - 2016年8月31日
6. 東京ディズニーシー「ディズニー・サマーフェスティバル 2016」2016年7月8日 - 2016年8月31日
7. 東京ディズニーランド「ディズニー・ハロウィーン 2016」2016年9月1日 - 2016年10月31日
8. 東京ディズニーシー「ディズニー・ハロウィーン 2016」2016年9月1日 - 2016年10月31日
9. 東京ディズニーランド「クリスマス・ファンタジー 2016」2016年11月1日 - 2016年12月25日
10. 東京ディズニーシー「クリスマス・ウィッシュ 2016」2016年11月1日 - 2016年12月25日
11. 東京ディズニーランド「アナとエルサのフローズンファンタジー  2017」2017年1月12日 - 3月17日
12. 東京ディズニーシー「スウィート・ダッフィー 2017」2017年1月12日 - 3月17日 そのほか、数量限定で販売された、フリーきっぷ２枚セットもピンバッジの対象となった。

2017年4月1日 - 2018年3月31日
各駅で同じデザインを発売する。期間中、使用開始日の異なる使用済みフリーきっぷ3枚を集めると、東京ディズニーランド・ステーションのミッキーの時計をモチーフにしたオリジナルピンをプレゼントするキャンペーンを行なった。
1. 東京ディズニーランド「ディズニー・イースター 2017」2017年4月4日 - 6月14日
2. 東京ディズニーシー「ディズニー・イースター 2017」2017年4月4日 - 6月14日
3. 東京ディズニーランド「ディズニー夏祭り 2017」2017年7月8日 - 8月31日
4. 東京ディズニーシー「ディズニー・パイレーツ・サマー 2017」2017年7月8日 - 8月31日
5. 東京ディズニーランド「ディズニー・ハロウィーン 2017 2017年9月1日 - 10月31日
6. 東京ディズニーシー「ディズニー・ハロウィーン 2017」2017年9月1日 - 10月31日
7. 東京ディズニーランド「クリスマス・ファンタジー 2017」2017年11月1日 - 12月25日
8. 東京ディズニーシー「クリスマス・ウィッシュ 2017」2017年11月1日 - 12月25日
9. 東京ディズニーランド「スター・ウォーズ・プログラム"フィール・ザ・フォース"」（レイ）2017年12月1日 - 2018年3月19日
10. 東京ディズニーランド「スター・ウォーズ・プログラム"フィール・ザ・フォース"」（カイロ・レン）2017年12月1日 - 2018年3月19日
11. 東京ディズニーランド「アナとエルサのフローズンファンタジー  2018」2018年1月8日 - 3月19日
12. 東京ディズニーシー「ピクサー・プレイタイム 2018」 2018年1月8日 - 3月19日
13. 東京ディズニーシー「ダッフィーのハートウォーミング・デイズ 2018」2018年1月8日 - 3月19日
14. 東京ディズニーシー「ディズニー・イースター 2018」 2018年3月20日 - 6月6日

この他、駅券売機での購入ができない、フリーきっぷもキャンペーン対象になる。
2018年4月1日 - 2019年3月31日
各駅で同じデザインを発売する。
東京ディズニーリゾート35周年を記念したデザインのフリーきっぷ1枚につき1回「マイ・フリーきっぷフォト」が2018年4月28日 - 2019年3月25日に利用できる。ただし、販売期間中のデザインしか利用できない。
1. 東京ディズニーシー「ディズニー・イースター 2018」2018年3月20日 - 6月6日
2.「東京ディズニーリゾート35周年“Happiest Celebration!”」
2018年4月10日 - 6月30日
- ミッキーマウス
- ミニーマウス

2018年7月1日 - 9月30日
- グーフィー
- ドナルドダックとデイジーダック

2018年10月1日 - 2019年1月10日
- ミッキーマウスとミニーマウス
- チップとデール

2019年1月11日 - 3月25日
- ドナルドダック
- プルート

3. 「ディズニー七夕デイズ」2018年6月7日 - 7月7日
4. 東京ディズニーランド「Celebrate! Tokyo Disneyland」2018年7月10日 - 2018年12月24日
5. 「ディズニー・ハロウィーン 2018」 2018年9月11日 - 2018年10月31日
6.「90 years with Mickey」2018年11月1日 -
7. 東京ディズニーシー「ディズニー・クリスマス 2018」2018年11月1日 - 2018年12月25日
また、東京ディズニーシー・ホテルミラコスタおよび東京ディズニーランドホテルの宿泊者には、各駅で購入できるフリーきっぷとは異なる独自のデザインのものが宿泊日数に合わせて無料進呈されていた。このサービスは2023年3月31日のチェックイン分をもって終了した。有効日数によってデザインが異なり、クリスマス期間中は別のデザインになる場合がある。以前は各オフィシャルホテル、ディズニーアンバサダーホテルでも同様のサービスを行っていた。ただし「バケーションパッケージ」利用者であれば、すべてのディズニーホテル・オフィシャルホテル・パートナーホテル宿泊者にフリーきっぷが進呈される。
- 2006年の開業5周年を記念して、7月27日（ブルー）・8月3日（イエロー）・8月10日（パープル）・8月17日（グリーン）・8月24日（ピーチ）の計5日にわたって、腕に着用するリストバンド型1日用フリーきっぷが各日1万個限定で販売された。各日によって色が異なり、改札はこの「色」によって行われた。また、2007年の開業6周年記念では販売日と色が同じだがキーチェーン型1日用フリーきっぷが各日8,000個限定で販売されたが、開業5周年記念のリストバンド型1日用フリーきっぷと違い、7月20日から7月26日に各色2,000個限定でリゾートゲートウェイ・ステーション駅にて前売りされた。
- TDSの新アトラクション『タートル・トーク』のオープンに先立ち、2009年8月1日から2009年8月31日の期間限定、限定2万枚で、『タートル・トーク』をデザインしたフリーきっぷ（1日用のみ）が販売された。2枚購入するごとに、『タートル・トーク』のプレビュー招待キャンペーンに応募できるハガキがもらえた。
- TDLの新アトラクション『ミッキーのフィルハーマジック』のオープンに先立ち、2010年11月1日から2010年12月25日のフリーきっぷを2枚購入するごとに、『ミッキーのフィルハーマジック』のプレビュー招待キャンペーンに応募できるハガキが配布された。

### 乗車券センター
乗車券センターはリゾートゲートウェイ・ステーション駅の2階、舞浜駅側改札口の外側に位置していて以下の業務を取り扱っている。なお、乗車券センターの営業時間外は、障害者割引回数券の自動券売機販売認諾、領収書の発行を改札窓口で取り扱っている。
- 定期券の販売
- フリー乗車券の販売
- 領収書の発行

## 車両
ディズニーリゾートラインの車両は6両編成5本あり、「リゾートライナー」という名称で呼ばれている。以下の項目を参照。
- Type X（10形）（2001年 - 2024年）
- Type C（100形）（2020年 - 現在）

なお、全般検査が京成電鉄宗吾工場まで陸送して行われるなど、整備・検査の一部については京成のほか、新京成電鉄（くぬぎ山車両基地）や北総鉄道（印旛車両基地）など京成グループ各社に委託する場合もある（いずれの場合も実際の作業は京成車両工業が行う）。
また、ディズニーリゾートアニバーサリーイベントが開催されている場合、期間限定ライナーが登場する。2013年4月15日から2014年3月20日まで行われていた東京ディズニーリゾート30周年“ザ・ハピネス・イヤー”の期間限定ライナーでは、外装は大きな30周年ロゴとバルーンがついたデコレーション、車内は30周年コスチュームを身に着けたディズニーキャラとバルーンがデザインされている。最近はアニバーサリーイベントだけではなくクリスマスやアトラクションオープン時にも不定期で期間限定ライナーが登場するようになった。
リゾートライナーのトミカが東京ディズニーリゾート内限定で販売されている。イベント時には限定モデルも発売されるがこのデザインは実物と異なったものになっている。プラレールも発売されている。

## 警察
千葉県警察鉄道警察隊西船橋分駐隊の管轄となっているが、オリエンタルランドグループ会社であるMBMのセキュリティキャスト（コスチュームは同じだがオリエンタルランドに所属するキャストでは無い）が警備にあたることがもっぱらとなっている。

## 駅一覧
- 全駅が千葉県浦安市舞浜に所在。各駅の「・ステーション」は駅名の一部[注釈 7]。営業キロは「リゾートゲートウェイ・ステーション駅」から起算。接続路線の駅名は⇒印で示す。

| 駅名                                 | 営業キロ | 接続路線・最寄施設 | ホーム形式           |
| ------------------------------------ | -------- | --- | -------------------- |
| リゾートゲートウェイ・ステーション駅 | 0.0      | - 東日本旅客鉄道： 京葉線 ⇒舞浜駅（JE 07）※ - 東京ディズニーリゾート・ウェルカムセンター - イクスピアリ - ディズニーアンバサダーホテル - 舞浜アンフィシアター - ホテルドリームゲート舞浜※ | 2面1線（特殊型）     |
| 東京ディズニーランド・ステーション駅 | 0.6      | - 東京ディズニーランド - 東京ディズニーランドホテル - ボン・ヴォヤージュ | 1面1線（単式ホーム） |
| ベイサイド・ステーション駅           | 1.8      | - 東京ディズニーシー ファンタジースプリングス - 東京ディズニーシー・ファンタジースプリングスホテル - 東京ディズニーリゾート・トイ・ストーリーホテル - 東京ディズニーリゾート・オフィシャルホテル - 東京ベイ舞浜ホテル ファーストリゾート - グランドニッコー東京ベイ 舞浜 - ホテルオークラ東京ベイ - ヒルトン東京ベイ - シェラトン・グランデ・トーキョーベイ・ホテル - 東京ベイ舞浜ホテル | 1面1線（単式ホーム） |
| 東京ディズニーシー・ステーション駅   | 3.7      | - 東京ディズニーシー - 東京ディズニーシー・ホテルミラコスタ | 2面1線（特殊型）     |
| リゾートゲートウェイ・ステーション駅 | 5.0      | 上記と同じ | 上記と同じ           |

- ※＝東京ディズニーリゾートの構成施設ではないもの。